# رجا كوماري
رجا كوماري (بالإنجليزية: Raja Kumari)‏ هي كاتبة غنائية أمريكية وهندية، ولدت في 11 يناير 1986 في كلاريمونت في الولايات المتحدة.

## وصلات خارجية
- الموقع الرسمي